# Friedrich von Ingenohl
Gustav Heinrich Ernst Friedrich von Ingenohl (ur. 30 czerwca 1857 w Neuwied, zm. 19 grudnia 1933 w Berlinie) – niemiecki oficer marynarki, admirał dowodzący Hochseeflotte w początkowym okresie I wojny światowej.

## Życiorys
Friedrich von Ingenohl rozpoczął swą karierę w Kaiserliche Marine w 1874 roku. W toku służby obejmował rozmaite stanowiska zarówno na morzu, jak i w sztabie marynarki, między innymi w latach 1904−1906 i 1907−1908 dowodził jachtem cesarskim SMY „Hohenzollern”. W 1907 roku został awansowany do stopnia kontradmirała (Konteradmiral), zaś w 1913 roku admirała (Admiral) i otrzymał dowództwo najpotężniejszej floty cesarskich Niemiec − Hochseeflotte.
Po wybuchu I wojny światowej działania admirała von Ingenohla cechowała nadmierna ostrożność i niechęć do starcia się z potęgą Royal Navy. Prowadziło to do błędnych decyzji i powodowało niepowodzenia okrętów Hochseeflotte w początkowym okresie wojny. Krytykowany za wycofanie się do portów podczas rajdu na miasta wschodniego wybrzeża Anglii w grudniu 1914 roku został ostatecznie zdymisjonowany decyzją cesarza Wilhelma II z 2 lutego 1915 roku po przegranej bitwie na Dogger Bank. Jego następcą został dotychczasowy szef sztabu floty Hugo von Pohl.
Friedrich von Ingenohl został czasowo przeniesiony na stanowisko sił niemieckich na Morzu Bałtyckim i ostatecznie emerytowany w sierpniu 1915 roku. Zmarł w Berlinie 19 grudnia 1933 roku. Podczas swej służby był odznaczony między innymi pruskimi Orderem Orła Czerwonego I Klasy, Krzyżem Żelaznym I i II klasy, Orderem Korony i Orderem Hohenzollernów oraz saskimi Orderem Sokoła Białego i Orderem Alberta.

## Odznaczenia
Odznaczenia admirała von Ingenohl to między innymi:
- Order Orła Czerwonego I klasy z liśćmi dębu i mieczami (Prusy)
- Order Orła Czerwonego II klasy z koroną i gwiazdą (Prusy)
- Order Królewski Korony I klasy (Prusy)
- Kawaler Orderu Hohenzollernów (Prusy)
- Odznaka za Służbę Wojskową (Prusy)
- Krzyż Wielki I klasy Orderu Zasługi Wojskowej (Bawaria)
- Krzyż Wielki Orderu Alberta (Saksonia)
- Kawaler I klasy Orderu Sokoła Białego (Saksonia-Weimar)
- Order Podwójnego Smoka I stopnia III klasy (Chiny)
- Krzyż Wielki Orderu Danebroga (Dania)
- Wielki Komandor Orderu Zbawiciela (Grecja)
- Kawaler Komandor Orderu Królewskiego Wiktoriańskiego (Wielka Brytania)
- Wielki Oficer Orderu Świętych Maurycego i Łazarza (Królestwo Włoch)
- Kawaler Krzyża Wielkiego Orderu Korony Włoch (Królestwo Włoch)
- Wielki Oficer Orderu Oranje-Nassau (Niderlandy)
- Krzyż Wielki Orderu Świętego Olafa (Norwegia)
- Krzyż Wielki Orderu Franciszka Józefa (Austro-Węgry)
- Order Świętej Anny II klasy (Imperium Rosyjskie)
- Order Świętego Stanisława II klasy z gwiazdą (Imperium Rosyjskie)
- Komandor I klasy Orderu Miecza (Szwecja)
- Komandor I klasy Orderu Wazów (Szwecja)
- Krzyż Wielki Zasługi Morskiej (Hiszpania)
- Order Osmana II klasy (Imperium Osmańskie)